# Lucius Mindius Balbus
Lucius Mindius Balbus war ein im 1. Jahrhundert n. Chr. lebender römischer Politiker.
Durch Münzen ist belegt, dass Balbus während der Regierungszeit von Claudius (41–54) Statthalter in der Provinz Bithynia et Pontus war; er amtierte wahrscheinlich zwischen 43 und 47 in der Provinz.
Balbus war ein enger Verwandter, möglicherweise der Bruder, von Lucius Mindius Pollio.